# Гусаров, Николай Алексеевич
Гусаров Николай Алексеевич (15 января 1905, Санкт-Петербург — 17 октября 1971, Кемерово) — советский военачальник, генерал-майор артиллерии (24 декабря 1943), участник Советско-финляндской и Великой Отечественной войн.

## Биография
В марте 1920 года вступил в Рабоче-крестьянскую Красную армию.

### Образование
В 1923 году окончил 12-е Могилевские артиллерийские командные курсы, в 1927 году прослушал двухгодичный курс артиллерийского отдела Киевской объединенной повторной школы комсостава, в 1941 году окончил 3 курса заочного факультета Военной академии РККА им. М. В. Фрунзе, в 1949 — ВАК при Высшей военной академии им. К Е. Ворошилова.

### Советско-финляндская война
Во время советско-финляндской войны 1939—1940 годов был направлен в 7-ю армию Северо-Западного фронта на должность начальника разведывательного отдела штаба артиллерии армии. В 1940 году за боевые заслуги был награжден орденом Красного Знамени. По окончании войны майор Гусаров был назначен командиром 24-го корпусным артиллерийским Краснознаменным полком 50-го стрелкового корпуса Ленинградского военного округа в город Выборг.

### Великая Отечественная война
С началом Великой Отечественной войны 24-й корпусной артиллерийский полк был в составе 23-й армии Северного фронта и вступил в сражение на Карельском перешейке, защищая Ленинград. Затем полк вошёл в состав 55-й армии Ленинградского фронта и участвовал в обороне Ленинграда. В декабре 1941 года Гусаров был назначен начальником разведывательного отдела Артиллерийского управления Ленинградского фронта. В мае 1942 года был назначен начальником артиллерии 54-й армии, а с июня 1943 года исполнял должность командующего артиллерией-заместитель командующего войсками 4-й армии Волховского фронта.
26 ноября был назначен командиром 16-я артиллерийская Кировоградской Краснознамённой ордена Суворова дивизии прорыва, с которой воевал на 2-м Украинском фронте. Дивизия принимала участие в Кировоградской, Корсунь-Шевченковской, Уманско-Ботошанской, Ясско-Кишиневской и Будапештской наступательных операциях, за что была награждена орденами Красного Знамени и Суворова 2-й степени.

### Послевоенные годы
30 июня 1945 года полковник Гусаров был назначен командиром 27- й пушечной артиллерийской дивизии РГК, а с апреля 1949 года — командиром 8-го артиллерийского корпуса РВК. В октябре 1952 года был назначен начальником военной кафедры Кемеровского горного института.
19 сентября 1955 году уволен в отставку по болезни.

## Награды[1]
- Орден Ленина (06.05.1946);
- 5 Ордена Красного Знамени (02.12.1939; 17.11.1941; 11.07.1943; 03.11.1944; 03.11.1953);
- Орден Суворова II степени (13.09.1944);
- Орден Кутузова II степени (28.04.1945)[2];
- Орден Красной Звезды (19.11.1941);
- Медаль «XX лет Рабоче-Крестьянской Красной Армии» (22.02.1938);
- Медаль «За победу над Германией в Великой Отечественной войне 1941—1945 гг.» (09.05.1945);
- Медаль «За оборону Ленинграда» (22.12.1942);
- Медаль «За взятие Будапешта» (09.06.1945).

Других стран
- орден «Легион почёта» степени командора (__05.1944, США).
- Орден Заслуг Венгерской Народной Республики III степени (ВНР)